# Jules Vallès
Jules Vallès (Le Puy-en-Velay, 11 de junio de 1832 – París, 14 de febrero de 1885) fue un periodista, novelista y comunero francés.
Joven insurrecto de la revolución francesa de 1848, director de periódicos anti-monárquicos como Le cri du peuple (El grito del pueblo), dirigente electo de la Comuna de París en las jornadas del 18 marzo al 28 mayo, y condenado a la pena capital el 14 de julio de 1872 por su actividad política y exiliado en Londres, pudo regresar a su país cinco años antes de su muerte. Autor de una breve obra literaria recomendada por Zola y emparejada por Henri Lefebvre con Lautréamont y Rimbaud, e influyente en el estilo de escritores franceses como Séverine y Jules Renard. Dejó un estremecedor relato de su vida en una trilogía protagonizada por su alter ego Jacques Vingtras.

## Biografía
Nacido el 11 de junio de 1832 en Le Puy-en-Velay, Haute-Loire, Louis Jules Joseph Vallez fue el tercer hijo de un oscuro profesor y de una campesina estricta hasta la brutalidad, algo al parecer común en Francia en su época. Las posteriores descripciones y reflexiones que Vallès dejaría escritas en su madurez y exilio londinense servirían luego en la creación de los primeros comités en defensa de los derechos del niño.

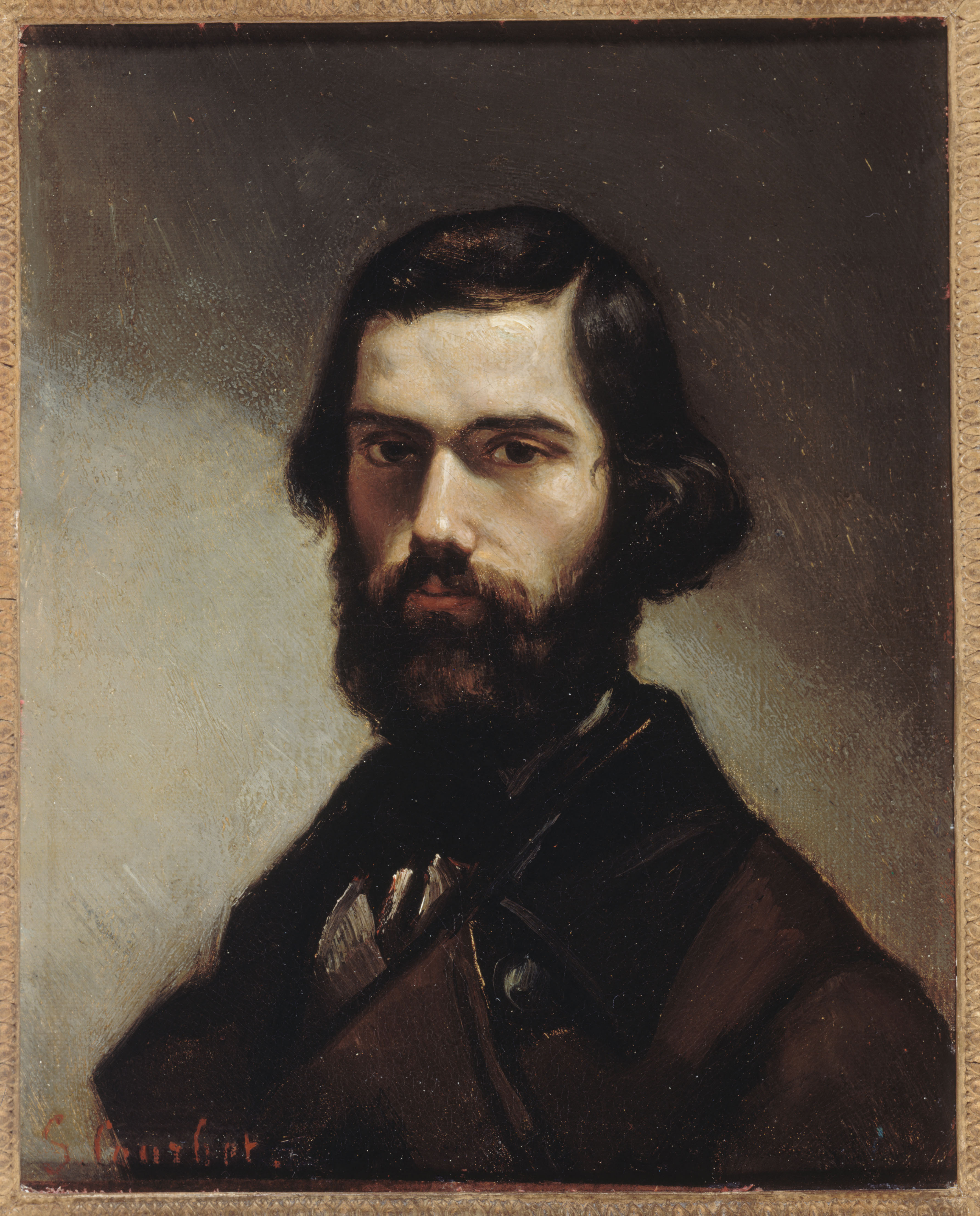
Retrato de Jules Vallès, pintado por Courbet. Museo Carnavalet

Concluido el bachillerato, en 1849 marcha a París con apenas 18 años. Se hace sitio en los ambientes del Barrio Latino y las sociedades secretas, activista en manifestaciones y complots, acaba siendo apresado en las barricadas durante el golpe de Estado de Napoleón III. Una interesada gestión paterna consigue que se le dé por loco y sea internado en el manicomio de Nantes el 31 de diciembre de 1851, del que pudo salir a los dos meses gracias a sus amigos.
En 1857 publica el panfleto anónimo contra el banquero Jules Mirès, titulado El dinero, que puede considerarse su primer libro. De forma progresiva irá desarrollando su labor político-periodística en diarios como La Liberté, L'Événement, Globe, y con el seudónimo de "Max" en Le Figaro; trabajos que en varias ocasiones le llevarán a prisión; así, en 1868, cumplirá un mes de prisión por un artículo en el Globe, y poco después dos meses por otra colaboración en el Courrier de l'Interieur. Su azarosa existencia le llevara a alternar cargos municipales, como una plaza en la alcaldía de Vaugirard, en el antiguo barrio de Montparnasse, con colaboraciones en el diccionario Larousse. En 1867, había editado su primer diario importante, La Rue, y en 1869 lanza Le Peuple. Continúa su actividad participativa en la política como ‘candidato de la miseria’ a la Asamblea Legislativa, ingresa en el comité de La Marsellaise de Rochefort.
En 1870 es comandante en un batallón de la Guardia Nacional y participa en el intento de proclamación de la Comuna el 31 de octubre. Apresado y condenado a medio año de prisión, consigue escapar. Poco después, en febrero de 1871, lanza Le Cri du Peuple, y el 26 de marzo sale elegido para el Comité Central. Fallida la insurrección con la entrada de las tropas de Versalles en París, Vallès, condenado a muerte en rebeldía el 14 de julio de 1872 por el sexto Consejo de guerra, logró esconderse en casa de unos amigos, desde donde huyó a Bélgica, para exiliarse en Londres, hasta la amnistía de 1880.
Instalado de nuevo en París, retoma su labor periodística recuperando Le Cri du Peuple y colaborando, entre otras diversas publicaciones, en La Justice (de Clemenceau), La Nouvelle Révue, Le Matin.
Acosado por la diabetes, fallece el 14 de febrero de 1885, en una episodio casi romántico "en los brazos de la escritora" Séverine, esposa del doctor Guebhard, que había acogido al escritor y compañero militante en su apartamento familiar. Vallès tuvo un multitudinario entierro en el que participaron, según las publicaciones de la época, más de sesenta mil obreros que le acompañaron hasta el cementerio del Père-Lachaise. Tiene dedicada una calle en el distrito 11 de la capital francesa.

## Obra
La mayoría del material periodístico de Vallès fue recopilado en dos libros, Los refractarios (1866) y La calle (1867). En el campo narrativo destaca la trilogía de novelas autobiográficas protagonizadas por su alter ego Jacques Vingtras (El niño, 1881; El bachiller, 1881 y El insurrecto, 1886), esbozadas ya en El testamento de un bromista (breve biografía de un imaginario Ernest Pitou). También pueden citarse algunas obras publicadas después de su muerte, como Recuerdos de un estudiante pobre (1930), Un hidalgo (1932) y El cuadro de París(1932).